# Эхетл
Эхетл или Эхетлей (др.-греч. Ἔχετλος, Ἐχετλαῖος) — персонаж греческой мифологии, герой Марафонской битвы.
Рассказ о нём известен из Павсания. Эхетла почитали жители Марафона. По их рассказам, во время Марафонской битвы на помощь афинянам пришёл неизвестный, по одежде — крестьянин. Убив лемехом многих варваров из персидской армии, он исчез. Афиняне нигде его не нашли и потом обратились к оракулу с расспросами о нём, но тот лишь повелел почитать героем Эхетлия-Силача. Считалось, что его явление было таким же вмешательством богов или обожествлённых героев в конфликт, как это часто происходило в мифах.
По описаниям Эхетл был похож на Бузига, кого часто изображали бородатым, обнажённым и держащим плуг, который тянул рогатый скот. Некоторые учёные отмечают эту тесную связь их обоих с сельским хозяйством. Бузиг был героем, которого считали начинателем сельского хозяйства, и его имя означало «воловье ярмо», в то время как имя Эхетл — производное от εχέτλη, «лемеха». Ф. Пфистер считал миф об Эхетле началом перехода от героев гомеровского к новым классическим богам.

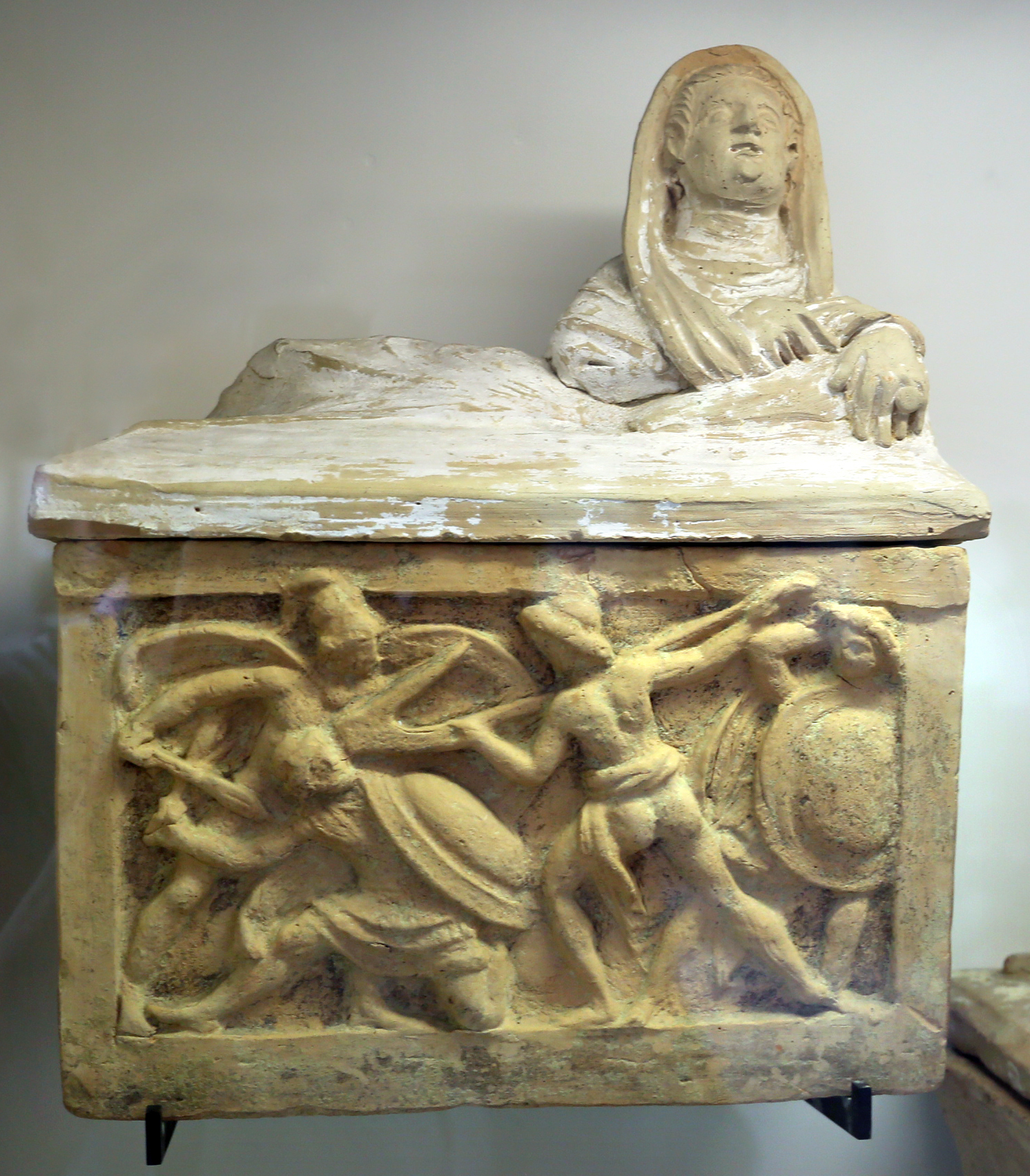
Эхетл на фрагменте Расписной стои

Подвиг Эхетла было изображён на знаменитой стенной росписи Расписной стои, воздвигнутой на Афинской агоре в V веке до н. э. Герой был чётко различим среди воинов так же, как другие герои в аналогичных эпизодах битвы, например, Каллимах и Мильтиад Младший. Мифический статус Эхетла в глазах афинян, вероятно, продемонстрирован его включением в ряд картин, в который вошли также Афина, Геракл и Тесей.
Роберт Браунинг в 1880 году написал о нём стихотворение Echetlos.